# هاميلتون باسو
هاميلتون باسو (بالإنجليزية: Hamilton Basso)‏ (5 سبتمبر 1904، نيو أورلينز في الولايات المتحدة - 13 مايو 1964، نيو هيفن في الولايات المتحدة)؛ كاتب، صحفي وروائي أمريكي.